# Cities in Motion 2
Cities in Motion 2 (с англ. — «Города в Движении 2») — компьютерная игра в жанре экономический симулятор, являющаяся продолжением игры Cities in Motion. Разработана финской компанией Colossal Order и выпущена шведской компанией Paradox Interactive 2 апреля 2013 года. Игровой процесс основан на планировании, строительстве и управлении транспортными сетями виртуальных городов. Как и в первой части, игрок выступает в роли главы транспортной компании, осуществляющей городские перевозки. Появилась возможность создавать изображение виртуального главы компании. Впервые в серии стало возможно строительство дорог игроком.
В отличие от первой части, в игре предусмотрен многопользовательский режим. Впоследствии к игре было выпущено несколько DLC, содержащих новые модели транспорта и карты городов.

## Игровой процесс
Как и в предыдущей части игры, основная задача игрока — создание прибыльных транспортных маршрутов, которые осуществляют связь между районами данного города и приносят прибыль транспортной компании игрока. Здания города в игре как правило разделены на три типа: места жительства, места работы и места отдыха и развлечений, но возможно объединение функций нескольких типов в одном здании. Так, существуют также жилые помещения, объединённые с рабочими местами и рабочие места, объединённые с развлекательными учреждениями. В городе возможно наличие зданий, не относящихся ни к одному из типов. В игре доступно пять видов транспорта: автобус, троллейбус, трамвай, метро и речной трамвай. В отличие от первой части Cities in Motion, в игре отсутствует вертолёт как вид транспорта. Также в игру были добавлены возможность строительства дорог игроком, настройка «аватара» главы компании и процесс смены дня и ночи.

### Геймплей
Транспортные маршруты в игре состоят из остановок, связанных друг с другом в одну транспортную линию; как правило, это замкнутый цикл. Но, в отличие от первой части игры, присутствует также и транспортное депо, на котором должен начинаться и заканчиваться каждый маршрут. В депо игрок покупает транспорт для маршрутов, количество доступного для покупки транспорта ограничено размером депо. В среднем депо доступно 8-10 мест для транспортных средств, в крупном — 16-20 мест(в настройках правил можно увеличить вместимость депо, привлекательность транспортных средств и др.). Депо различается в зависимости от вида транспорта, оно не может быть заменено депо другого типа. Одним из нововведений второй части является наличие расписаний, позволяющих настраивать интервалы движения
транспортных средств по линии по каждой части суток и дням недели. Ещё одним нововведением является наличие т. н. районов, которые может обозначать на карте города сам игрок. По каждому району возможно установить оплату за проезд и расписание движения транспортных средств по маршрутам района. Жители города разделены на 6 социальных классов: «синие воротнички» (рабочий класс), «белые воротнички» (офисные работники), студенты, бизнесмены, пенсионеры и туристы, в зависимости от которых различается место жилья, работы и досуга. Жители, относящиеся к каждому из определённых классов, имеют различный уровень дохода, что определяет их предпочтения в отношении маршрутов.
Одной из особенностей игры является наличие системы данных, которая разделена на две части. Первая часть является своеобразной «картой», показывающей данные о функциональности зданий города и позволяющей таким образом узнать, где живут жители города, где они работают и т. п. Вторая часть показывает статистические данные города и маршрутов, созданных игроком, как то: численность населения в городе, количество горожан, относящихся к определённой социальной группе, количество безбилетников (т. н. «зайцев») и т. д.
Доход в бюджет поступает исключительно от городских перевозок, он зависит от количества пассажиров и от стоимости платы за проезд. Для разового увеличения бюджета доступны кредиты, которые варьируются по величине суммы и процентной ставке. Выплата за кредит ежемесячно вычитается из бюджета игрока. Возможна единовременная выплата кредита, для этого необходимо иметь количество денег, равное или превышающее сумму остатка.

### Игровые режимы
В игре присутствует два режима: кампания и «песочница». Кампаний в игре несколько, их число может быть увеличено с помощью официальных дополнений. Кампании разделены на части, называемые сценариями. Сценарий представляет собой определённый город, в котором необходимо выполнить определённые задания для возможности завершить сценарий и перейти к следующему. В каждом сценарии присутствует одно обязательное задание — как правило, от мэра города — и дополнительные, которые дают жители города. «Песочница» — это свободная игра, при запуске которой игрок может настроить стартовые условия. Так, возможно получить бесконечное количество средств, отключить задания, поступающие от горожан и прекратить рост городского населения. Города, созданные пользователями, возможно использовать для игры только в «песочнице».

### Города
Для игры доступно шесть городов:
- Центральный город
- Северный город
- Южный город
- Восточный город
- Западный город
- Город обучения

Возможно создать дополнительные пользовательские города с помощью встроенного в игру редактора карт. Кроме того, дополнительные города входят в состав DLC, которые можно купить на официальном сайте игры.

## Список дополнений
Здесь представлен список, состав и дата выхода всех DLC, вышедших к игре.
| Дополнение                   | Состав | Дата выхода           |
| ---------------------------- | --- | --------------------- |
| Bus Mania                    | 5 моделей автобусов                                                                                          | 20 июня 2013 года     |
| Trekking Trolleys            | 5 моделей троллейбусов                                                                                       | 30 июля 2013 года     |
| Wending Waterbuses           | 5 моделей речных трамваев                                                                                    | 30 июля 2013 года     |
| Metro Madness                | 5 моделей состава метро                                                                                      | 15 августа 2013 года  |
| Lofty Landmarks              | Достопримечательности — Вестминстерский дворец, Небоскрёб Мэри-Экс, Кёльнский собор и Бранденбургские ворота | 29 августа 2013 года  |
| Back to the Past             | 1 модель автобуса, 2 модели трамвая, 1 модель речного трамвая и 1 модель троллейбуса                         | 17 сентября 2013 года |
| Olden Times                  | 2 модели автобуса, 3 модели трамвая и 1 модель речного трамвая                                               | 3 октября 2013 года   |
| Marvellous Monorails         | Новый вид транспорта — монорельс и 4 модели состава монорельса                                               | 9 января 2014 года    |
| European Cities              | 3 города, основанные на реальных Дюссельдорфе, Ливерпуле и Праге, а также новая кампания и 34 модели зданий  | 11 марта 2014 года    |
| Player’s Choice Vehicle Pack | 3 модели автобуса, 1 модель состава метро и 1 модель трамвая                                                 | 17 июня 2014 года     |
| European Vehicle pack        | 2 модели автобуса, 1 модель трамвая и 2 модели состава метро                                                 | 17 июля 2014 года     |
| Soundtrack                   | 13 новых мелодий для игры                                                                                    | 18 ноября 2014 года   |

## Оценки
| Сводный рейтинг       | Сводный рейтинг |
| Агрегатор             | Оценка          |
| --------------------- | --------------- |
| GameRankings          | 74,41 %         |
| Metacritic            | 72/100          |
| Иноязычные издания    |                 |
| Издание               | Оценка          |
| IGN                   | 7,5/10          |
| Русскоязычные издания |                 |
| Издание               | Оценка          |
| «Игромания»           | 7,0             |

Игра получила преимущественно положительные оценки в игровых журналах. Представители сайта Stopgame.ru отметили динамичное развитие городов и подробную игровую статистику; из недостатков выделили плохое качество графики и малое количество игровых моделей зданий и транспорта, а также недостаточно проработанный редактор карт.
Рецензент сайта IGN указал, что разнообразные графики и акцент на транспортных системах добавляют игре реализма, а возможность роста города он назвал «чуть ли не лучшим нововведением». Из недостатков автор рецензии отметил достаточно громоздкий интерфейс, из-за которого достаточно сложно получить необходимую информацию.
Летом 2018 года, благодаря уязвимости в защите Steam Web API, стало известно, что точное количество пользователей сервиса Steam, которые играли в игру хотя бы один раз, составляет 451 407 человек.